# Saamiden
Die Saamiden repräsentieren einen archaischen Komplex im Nordosten des Baltischen Schildes (dem nordwestlichen Teil des Fennosarmatias), der seine orogenetische Prägung überwiegend zwischen 2600 und 2800 mya erhalten hat. Die Kratonisierung war mit etwa 2500 mya abgeschlossen, wobei nichtmarine, grobe Konglomerate und Arkosen (Sariolan-Konglomerat) als Molasse diese Entwicklung beschließen.
Die archäischen Gesteine umfassen sowohl hochmetamorphe tonalitisch-trondhjemitische Gneisareale als auch schwachmetamorphe Grünstein-Synklinorien. 
Innerhalb der Saamiden, besonders auf der Halbinsel Kola, kommen noch ältere Gesteinskomplexe mit einem Alter von mehr als 3 Milliarden Jahren vor, die sogenannten katarchäischen Gesteinskomplexe.